# Erioptera dyari
Erioptera dyari là một loài ruồi trong họ Limoniidae. Chúng phân bố ở miền Tân bắc.